# Кінезітерапія
Кінезітерапія (кінезитерапія, кінезіотерапія, кінезотерапія; англ. kinesiotherapy) або лікування рухом  — напрямок фізичної терапії, який передбачає виконання активних і пасивних рухів, певних вправ лікувальної гімнастики та роботи на тренажерах для досягнення конкретного терапевтичного результату.

## Визначення
Назва кінезітерапія походить від давньогрецького «кінезис» — рух + «терапія» — лікування.
Це — самостійна реабілітаційна дисципліна, яка спирається на досвід і ґрунтується на всіх інших суміжних дисциплінах і включає в себе як теорію, так і методику фізичної терапії. Кінезитерапія здійснюється у взаємодії між пацієнтом і терапевтом з метою лікування, поліпшення і підтримки в здоровому стані, профілактики рецидивів і сприяє досягненню психофізичного комфорту особи. Це активний метод лікування, при якому хворий бере активну участь у реабілітаційному процесі.
Кінезітерапія також являє собою науково-прикладну діяльність, в якій поєднуються знання: медицини, педагогіки, анатомії, фізіології, біохімії і т. д..

## Механізм
В основу кінезітерапії покладені реальні клінічні досягнення, а також результати наукових досліджень м'язової системи людини, її фізіології і біохімії процесу скорочення м'язових волокон і впливів на опорно-руховий апарат людини.
Лікування правильними рухами передбачає адаптовані, поступово зростаючі силові дії, визначені строго індивідуально для кожного пацієнта, з урахуванням його анамнезу, вікових, фізіологічних та інших особливостей та інших захворювань, супутніх основному. Поступове навчання правильним (простим і складним) рухам призводить до їх нейрорефлекторного закріплення. Відновлення рухливості, в свою чергу, веде до відновлення трофіки та обміну речовин у кістково-м'язовій системи людини. Лікування здійснюється за допомогою спеціальних лікувально-реабілітаційних тренажерів, еспандерів, гантель, м'ячів та іншого приладдя, а також без нього, за допомогою, наприклад, партерної гімнастики.
Однією з основних вимог при проходженні лікувального або реабілітаційного кінезітерапевтичного курсу на тренажерах є правильне дихання, інакше рухи, що виконуються в рамках програми занять, матимуть менший ефект.

## Методики
Активна кінезітерапія (коли пацієнт рухається сам):
- Лікувальна фізкультура
- Рухливі ігри (для дітей)

Пасивні методи:
- Масаж
- Механотерапія (лікування фізичними вправами за допомогою спеціальних апаратів)
- Метод витягування

Рухові розлади мають величезну різноманітність клінічних відтінків, тому фахівець-кінезітерапевт повинен володіти як можна більш широким спектром методів і вміти застосовувати їх на практиці, безпосередньо у відновному лікуванні. При кінезітерапевтичному впливі використовується велике розмаїття рухів, що класифікуються як активно-пасивні, довільно-мимовільні, синергічні, асистовані, трюкові, виконувані активно і пасивно, за допомогою кінезітерапевта або механотерапії.
Деякі методи кінезітерапії припускають проведення хворого через больові фізіологічні адаптаційні реакції, що виникають при неминучому силовому впливі на м'язи опорно-рухового апарату, уражені хворобою. Обов'язком пацієнта, що використовує дані методики, є активне подолання виникаючого болю. Передбачається, що таким чином формується новий поведінковий стереотип, властивий здоровій людині, яка не боїться і не залежить від проявів хвороби.

## Показання
Курс кінезітерапії, як правило, призначається людям, що страждають тим чи іншим захворюванням опорно-рухового апарату:
- Остеохондроз хребта;
- Дорсалгія;
- Коксартроз;
- Гонартроз I—II ст.;
- Нестабільність сегментів хребта (шийного та попереково-крижового відділів);
- Плече-лопатковий периартроз;
- Сколіоз, порушення постави;
- Грижі міжхребцевих дисків з рефлекторно-м'язовими синдромами;

або функціональними порушеннями опорно-рухового апарату:
- Больові відчуття в ділянці великих суглобів та хребта з функціональними порушеннями.

## Протипоказання

### Відносні
Гострі травми з розривом сухожиль і м'язів;
- Декомпенсація серцево-судинної, дихальної систем, печінки і нирок вище I ст.;
- Онкологічні захворювання хребта і суглобів.

### Абсолютні
Тромбофлебіт із наявністю внутрішньосудинних утворень.

## Маловідомі факти
- У міжнародному понятті кінезітерапевт це фізичний реабілітолог, який у власній клінічній діяльності використовує лише фізичні вправи без додаткових «апаратних» методів.

- В Україні співіснують терміни лікувальна фізична культура (ЛФК), фізична реабілітація, кінезітерапія, що мають схожий, а часом, і тотожний підхід: вони передбачають цілеспрямоване застосування фізичних вправ для покращення функціонального стану організму пацієнта. Справа в тім, що стара ЛФК радянського зразка себе вичерпала, існуючи багато десятиліть без будь-якого розвитку[1]. Але необхідність фізичних вправ для реабілітації очевидна. І тому представники нових течій намагаються відмежуватися від самої абревіатури «ЛФК», щоб уникнути хибних асоціацій. Концепція фізичної реабілітації все більше наближається до міжнародно прийнятої фізичної терапії, що знайшло вираз, наприклад, у перейменуванні Української асоціації фізичних реабілітологів на асоціацію фізичних терапевтів та її вступ до Світової конфедерації фізичної терапії[2] За кордоном іще більше розмаїття методик, зокрема рольфінг, кінезіологія тощо.

- Останнім часом[коли?] популярності серед представників усіх цих методик а також мануальних терапевтів, хіропракторів та масажистів набула концепція «м'язових важелів», «анатомічних поїздів»[3], або «міофасціальних меридіанів»[4]. Цікаво, що підґрунтя цього підходу базується на роботах радянського нейрофізіолога М. О. Бернштейна[5][6], опонента академіка I.П. Павлова. Підхід Бернштейна після смерті Павлова був підданий остракізму (хоча ці два видатні фізіологи не мали особистих сварок, публічно висловлювали повагу один до одного)[джерело?].